# Giorgos Viziinos

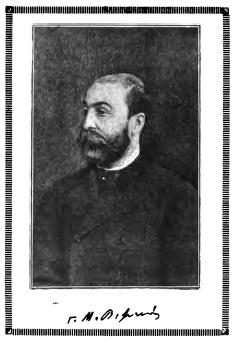
Giorgos Viziinos.

Giorgos Viziinos (Bidsi, 1849 - Athens, 1896) (en griego:Γεώργιος Βιζυηνός; en transcripción española fonética, Yorgos Bidsinós) (Poeta, narrador e intelectual griego, considerado uno de los principales representantes de la literatura griega moderna.

## Biografía
Nació en el seno de una familia muy pobre de la pequeña localidad de Bidsi (Βιζύη), en la Tracia oriental, en el año de 1849. A la temprana edad de doce años sus padres lo enviaron a Constantinopla para que aprendiese el oficio de sastre junto con un tío suyo. Permaneció junto a la Dorada Puerta hasta los diecinueve años, bajo la protección del síndico chipriota Giango Georgiadi (Γιάγκος Γεωργιάδης) y más tarde del también chipriota arzobispo Sofronío (Σωφρονίος), que le envió una temporada a la isla con la intención de prepararlo para la carrera eclesiástica.
En 1872 comienza sus estudios de teología en el Seminario de Halki, el más importante del cristianismo oriental, situado en la pequeña isla del mar de Mármara. Un año más tarde publica su primera colección de poemas: Primicias poéticas (Ποιητικά Πρωτόλεια). Entre sus profesores se encuentra el poeta Helías Tandalidis (Ηλίας Τανταλίδης), que valora la sensibilidad y el talento del joven Viziinos y lo presenta a Giorgos Zarifis (Γεώργιος Ζαρίφης), uno de los grandes mecenas del helenismo de Asia Menor.
En 1874 su poema épico Kodros (Κόδρος) es galardonado con uno de los premios más importantes de la época. En el mismo año se inscribe en la Escuela de Filosofía de Atenas, pero gracias a la ayuda de Zarifis viaja a Gotinga (Alemania) donde cursa estudios de Filosofía y Filología durante cuatro años.
En los años siguientes publica varios poemarios más: Brisas del Bósforo (Βοσπορίδες αύραι, también titulado Άραις μάραις κουκουνάραις, 1876), Espérides (Εσπερίδες, 1877), Brisas atenienses(Ατθίδες Αύραι, 1883).
En 1881 aparece su tesis doctoral en Leipzig, en la que estudia la psicología del juego infantil (Das Kinderspiel in Bezug auf Psychologie und Paedagogik).
En esos años viaja por distintas ciudades europeas: París, Londres, donde conoce a grandes personalidades de la diáspora griega.
En 1883 publica en la importante revista Hestía sus primeros relatos, que le procurarían un enorme éxito: El pecado de mi madre, Entre Nápoles y El Pireo y ¿Quién fue el asesino de mi hermano (Το αμάρτημα της μητρός μου, Μεταξύ Πειραιώς και Νεαπόλεως και το Ποίος ήτο ο φονεύς του αδερφού μου;). En 1884, a causa de la muerte de su protector Zarifis, regresa a Atenas donde consigue un puesto de profesor de instituto.
Un año más tarde accede a la Cátedra de Filosofía con un estudio sobre la idea del Bien en Plotino. En el mismo año publica sus siguientes relatos: Las consecuencias de la historia antigua, El único viaje de su vida y Uno de mayo (Αι συνέπεια της παλαιάς ιστορίας, Το μόνον της ζωής του ταξίδιον και Πρωτομαγιά ). En 1886 escribe su último cuento: Moskov Selim (Μοσκώβ Σελήμ). En 1892 es ingresado a causa de una crisis cerebral. Tras cuatro años de reclusión en el hospital, murió en abril de 1896.
- Datos: Q331250
- Multimedia: Georgios Vizyinos / Q331250
- Textos: Autor:Giorgos Viziinós